# Esmé Bianco
Pour les articles homonymes, voir Bianco (homonymie).
Esmé Augusta Bianco (née le 25 mai 1982) est une actrice, mannequin, interprète néo-burlesque et DJ britannique, surtout connue pour son rôle récurrent de Ros dans Game of Thrones .

## Carrière
Bianco a posé pour les peintres Christian Furr  et Peregrine Heathcote. 
Les parties de longs métrages de Bianco incluent Burlesque Fairytales, dans lequel elle a joué « Mother » dans l'un des contes. Elle est également apparue dans Chemical Wedding, Dead Man Running, The Big I Am  et Le Roi Scorpion 4 : La Quête du pouvoir. Bianco incarne le personnage de Ros, une prostituée de Port-Réal, dans la série HBO Game of Thrones . Elle est apparue pour la première fois dans la première de la série « L'hiver vient » (Winter is coming), revenant pour 13 épisodes de plus, souvent dans les scènes notées de « sexposition »,, avant que son personnage ne soit assassiné dans l'épisode de la saison 3 « 'L'Ascension » (The Climb). En 2020, Bianco a fait une apparition sur l'album de Puscifer Existential Reckoning sur la chanson "UPGrade".

## Vie privée
En février 2021, Bianco a accusé Marilyn Manson de l'avoir agressée physiquement au cours de leur relation en 2011, après qu'elle s'est séparée de son mari. En avril 2021, Bianco a poursuivi Manson pour agression sexuelle, trafic et abus présumés. Bianco a allégué qu'elle avait reçu de la drogue et de l'alcool, et qu'elle avait également fait l'objet de menaces de violence et de viol. Bianco a également allégué que Manson l'avait attachée à une agenouillette de prière, l'avait battue avec un fouet et l'avait violée. L'avocat de Manson a répondu que ces accusations sont « probablement fausses » et que la plainte n'est déposée que par Bianco parce que Manson a refusé de céder à des demandes financières pour sa conduite qui ne se sont jamais produites.

## Filmographie

### Film
| An   | Titre                                   | Rôle               | Remarques       |
| ---- | --------------------------------------- | ------------------ | --------------- |
| 2006 | Poupées                                 | Mouche             | Court           |
| 2008 | Mariage chimique                        | Mavis              |                 |
| 2009 | Contes de fées burlesques               | Mère               |                 |
| 2009 | Homme mort en cours d'exécution         | Chanteur burlesque |                 |
| 2010 | The Big I Am                            | Madame Dupoint     |                 |
| 2015 | Le Roi Scorpion 4 : La Quête du pouvoir | Feminina           | Vidéo           |
| 2018 | Vivre parmi nous                        | Elleanor           | Complété        |
| 2020 | Hypnotisé                               | Claire             | Post-production |

### Télévision
| An        | Titre                         | Rôle                   | Remarques                         |
| --------- | ----------------------------- | ---------------------- | --------------------------------- |
| 2010      | Tout cœur humain              | Betty                  | «1,3»                             |
| 2011      | Eric et Ernie                 | Lola                   | Téléfilm                          |
| 2011-2013 | Game of Thrones               | Ros                    | rôle récurrent                    |
| 2014      | A Christmas Mystery           | Rebecca Clark          | Téléfilm                          |
| 2015      | Sinistre                      | Rachel Young           | Téléfilm                          |
| 2015-2020 | The Magicians                 | Jane Chatwin           | rôle récurrent                    |
| 2017–2019 | Star contre les forces du mal | Queen Eclipsa (voix)   | Premier rôle animé rôle récurrent |
| 2018      | Rues chaudes                  | Professeur Lane (voix) | Épisode: "Le Bractegon"           |
| 2018      | Super Girl                    | Thara Ak-Var           | 2 épisodes                        |